# Elen Standard
Elen Standard est un club de football féminin belge, fondé en 1971 et situé à Elen dans la province de Limbourg. Le club cesse ses activités en 2002. Sa meilleure place en Championnat de Belgique: 4e en 1994-1995.

## Palmarès
- Finaliste Coupe de Belgique (1) : 1996